# 乌拉·施密特
乌尔苏拉·“乌拉”·施密特（德語：Ursula "Ulla" Schmidt，1949年6月13日—），德国政治家，德国社会民主党党员。

## 内阁职位
2001年，她被总理格哈德·施羅德任命为联邦卫生部长。一年后被提升为联邦卫生和社会保障部长。
2005年11月，她被总理安格拉·梅克爾连任联邦卫生部长。
在2009年，她批评了教皇本笃十六世关于“用安全套对付艾滋病没有用”的言论。